# 泰尔西斯莱班
泰尔西斯莱班（法語：Tercis-les-Bains，法語發音：[tɛʁsis le bɛ̃]）是法国朗德省的一个市镇，位于该省西南部，属于达克斯区。

## 地理
泰尔西斯莱班（43°40'17"N, 1°6'39"W）面积10.19 平方千米，位于法国新阿基坦大区朗德省，该省份为法国西南部沿海省份，是法國本土面积第二大的省，北起吉倫特省，西临大西洋，南至大西洋比利牛斯省，东临热尔省，东北与洛特-加龍省接壤。
与泰尔西斯莱班接壤的市镇（或旧市镇、城区）包括：昂古梅、達克斯、厄加斯、梅斯、韦尔勒伊、里维耶尔-萨斯和古尔比、谢斯。
泰尔西斯莱班的时区为UTC+01:00、UTC+02:00（夏令时）。

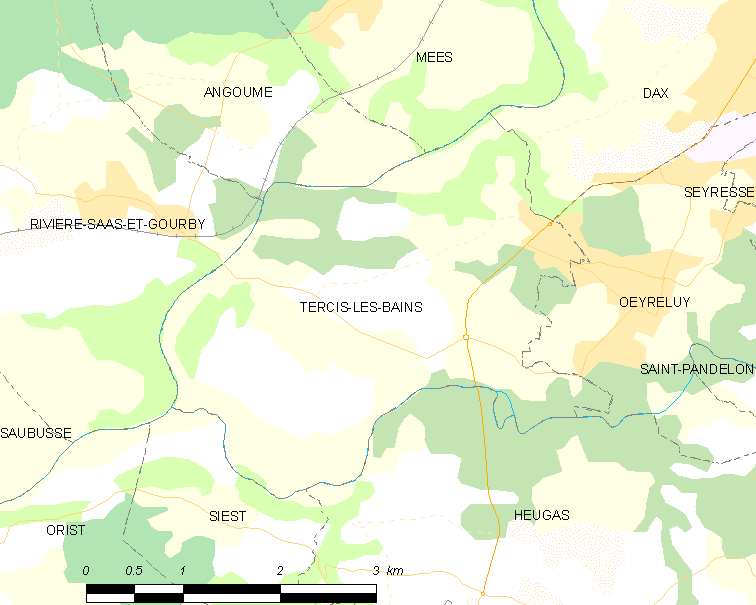
泰尔西斯莱班的OSM定位图

## 行政
泰尔西斯莱班的邮政编码为40180，INSEE市镇编码为40314。

## 政治
泰尔西斯莱班所属的省级选区为达克斯第一县。

## 交通
朗德省省道D6线、D13线和D344线在境内交汇。

## 人口

1962-2008年间泰尔西斯莱班人口变化图示

泰尔西斯莱班于2022年1月1日时的人口数量为1331人。